# Rally de Cerdeña de 2012
El Rally de Cerdeña de 2012, oficialmente 9º Rally d'Italia Sardinia, fue la novena edición y la decimosegunda ronda de la temporada 2012 del Campeonato Mundial de Rally. Se celebró en Cerdeña, entre el 18 y el 21 de octubre y contó con un itinerario de dieciséis tramos sobre tierra con un total de 306,04 km cronometrados. Fue además la séptima ronda del campeonato de producción.
La prueba se llevó a cabo con el campeonato de pilotos y el de constructores ya decididos en la prueba anterior, el Rally de Alsacia. Sébastien Loeb se aseguró matemáticamente el título y el tercer puesto de Hirvonen daba a Citroën su octavo título de marcas.
El vencedor fue el piloto de Citroën, Mikko Hirvonen que logró su victoria número quince y la primera con la marca francesa. Su compañero Loeb se retiró el segundo día de carrera tras una salida de carretera. Segundo fue el ruso Evgeny Novikov que logró el segundo podio de temporada, el primero lo logró en Portugal, y de su carrera en el mundial. Tercero fue el estonio Ott Tänak que significaba el primer podio en su trayectoria. Cuarto fue Mads Østberg y quinto Sébastien Ogier que lograba su mejor resultado de la temporada a bordo del Škoda Fabia S2000. Los dos pilotos de Ford, Jari-Matti Latvala y Petter Solberg que sufrieron ambas salidas de carretera finalizaron décimo segundo y noveno, respectivamente tras reengancharse a la carrera con el formato Rally2.  Ambos pilotos lograban además sumar puntos extra en el Powerstage, al finalizar primero y segundo.
En el certamen de producción venció el peruano Nicolás Fuchs. Segundo fue el argentino Marcos Ligato y tercero Valeriy Gorban.

## Desarrollo

### Día 1
En la etapa de calificación, el shakedown, de 3,5 km de longitud, el piloto de Ford, Jari-Matti Latvala marcó el mejor tiempo, seguido de su compañero Petter Solberg a un segundo y tercero Sébastien Loeb a 1,3 segundos. Cuarto fue Evgeny Novikov y quinto el Mikko Hirvonen. El orden de salida para la primera etapa se estableció de la siguiente manera:
En el primer tramo disputado la tarde del día 18, Loeb marcó el mejor tiempo situándose líder provisional, segundo era su compañero Hirvonen, tercero Solberg y cuarto Østberg a pesar de haber sufrido problemas en la dirección de su Ford Fiesta WRC. En el segundo tramo Hirvonen marcó el mejor tiempo con su compañero Loeb a solo 0,3 segundos, por lo que la primera jornada terminaba con Loeb primero, Hirvonen segundo a solo 1.1 segundos y Solberg tercero a casi catorce segundos. Latvala que había comenzado marcando el marcado el mejor tiempo en el shakedown y salió primero en los tramos cayó a la sexta plaza. En el campeonato de producción el peruano Nicolás Fuch se situó primero, gracias en parte a los problemas de varios pilotos como Benito Guerra o Michal Kosciuszko.

### Día 2
El segundo día de rally se disputan seis tramos. En el primero de ellos Sébastien Loeb se vio obligado a abandonar tras volcar en el kilómetro cinco. El belga Thierry Neuville también sufrió problemas, cometió un error y terminó volcando, lo que le hizo perder seis minutos al intentar volver a la pista y caer a la posición duodécima de la general. Hirvonen marcó el mejor tiempo y se situó líder provisional con Solberg segundo y Ostberg tercero. En el cuarto tramo Hirvonen de nuevo volvió a marcar el mejor tiempo y el piloto de Ford Latvala, sufrió una salida de pista en una zona muy rápida dañando el radiador de su Ford Fiesta WRC mientras que su compañero de equipo, Solberg realizaba un segundo mejor crono a solo 0.2 segundos y se mantiene segundo de la general. En el quinto tramo Sébastien Ogier que compite con un Škoda Fabia S2000, menos potente que los World Rally Car marcó el mejor tiempo con una ventaja de siete segundos sobre Evgeny Novikov que fue segundo. Este logro supone el primer scratch para un vehículo Super 2000 en la historia del campeonato del mundo. Por su parte Hirvonen aumentó su ventaja en la general sobre Solberg, que se mantiene segundo a 25 segundos. El ruso Novikov logró el mejor tiempo en el sexto, recortando tiempo a Ostberg en la lucha por la tercera plaza. y en el séptimo tramo y se situó segundo de la general gracias al abandono de Petter Solberg que rompió la dirección de su Ford Fiesta WRC. Osbertg que sufrió problemas en el diferencial trasero perdió la posición en favor de Ott Tanak y Chris Atkinson también bajó una plaza siendo adelantado por Ogier. En el último tramo de la jornada Hirvonen marcó el mejor tiempo y se mantuvo líder del rally tras un día marcado por los abandonos. Segundo se situaba Novikov y tercero Tanak.

### Día 3
La jornada del sábado constaba de seis tramos con un total de 115.92 km cronometrados. En el primer tramo Ostberg marcó el mejor tiempo y se situó cuarto tras haber arrancado séptimo después de los problemas sufridos el día anterior. Hirvonen, líder de la carrera, aumentó su ventaja sobre el ruso Novikov en un minuto y diecisiete segundos. Tres pilotos se reengancharon a la carrera bajo el formato de rally2, Latvala, Solberg y Neuville. En el décimo tramo del rally Novikov marcó su tercer scratch y en la categoría de producción Nicolás Fuchs continuaba líder. En el tramo once y doce Ostberg marcó el mejor crono y se situó cuarto por delante de Atkinson y Ogier. Latvala marcó el mejor crono en el tramo décimo tercero y su compañero Solberg fue segundo y adelantó a Karl Kruuda, que sufrió problemas al chocar contra un árbol con su Ford Fiesta S2000, y se situó noveno en la general. Ostberg fue sexto, que redujo el ritmo con intención de conservar la cuarta plaza. En el décimo cuarto tramo y último de la jornada del sábado, el noruego Ostberg marcó su cuarto mejor tiempo del rally. El francés Ogier se hizo con la quinta plaza tras adelantar a Atkinson, al marcar el sexto mejor tiempo en el tramo. Hirvonen terminó líder a falta de dos tramos para el final del rally.

### Día 4
El último día de rally, se celebraron dos tramos, de los cuales el segundo era el powerstage. En el primero Ostberg marcó el mejor crono y su compatriota Solberg fue segundo. Latvala fue tercero y afrontó el tramo con intención de llevarse los tres puntos del powerstage. En el último tramo Solberg marcó el mejor tiempo y se adjudicó los tres puntos extra, mientras que su compañero Latvala fue segundo a solo 0.2 segundos de diferencia. Tercero fue el belga Neuville. Por su parte Atkinson no pudo arrabatarle la quinta posición a Ogier tras haber atacado en el tramo y haber perdido más de un minuto. Ostberg sufrió un pinchazo y marcó el décimo mejor tiempo mientras que Tanak se aseguró el podio al finalizar sexto en el tramo. Hirvonen que fue quinto se hizo con la victoria en el rally, la primera de la temporada, la primera con el equipo Citroën y la decimoquinta de su trayectoria en el campeonato del mundo. El resultado del finés le valió para asegurarse además el subcampeonato de pilotos.

## Itinerario y ganadores
| Día             | Tramo | Hora  | Nombre                 | Distancia | Ganador            | Tiempo  | Velo. media | Líder rally    |
| --------------- | ----- | ----- | ---------------------- | --------- | ------------------ | ------- | ----------- | -------------- |
| Día 1 (18 oct.) | SS1   | 16:13 | Terranova 1            | 28.14 km  | Sébastien Loeb     | 19:09.4 | 88.1 km/h   | Sébastien Loeb |
| Día 1 (18 oct.) | SS2   | 18:16 | Terranova 2            | 28.14 km  | Mikko Hirvonen     | 18:49.4 | 89.7 km/h   | Sébastien Loeb |
| Día 2 (19 oct.) | SS3   | 08:43 | Monte Lerno 1          | 29.68 km  | Mikko Hirvonen     | 18:16.2 | 97.5 km/h   | Mikko Hirvonen |
| Día 2 (19 oct.) | SS4   | 11:34 | Castelsardo 1          | 14.12 km  | Mikko Hirvonen     | 10:45.9 | 78.7 km/h   | Mikko Hirvonen |
| Día 2 (19 oct.) | SS5   | 12:24 | Tergu - Osilo 1        | 14.88 km  | Sébastien Ogier    | 10:16.1 | 86.9 km/h   | Mikko Hirvonen |
| Día 2 (19 oct.) | SS6   | 14:46 | Castelsardo 2          | 14.00 km  | Evgeny Novikov     | 10:27.6 | 80.18 km/h  | Mikko Hirvonen |
| Día 2 (19 oct.) | SS7   | 15:36 | Tergu-Osilo 2          | 14.88 km  | Evgeny Novikov     | 9:41.8  | 92.04 km/h  | Mikko Hirvonen |
| Día 2 (19 oct.) | SS8   | 17:50 | Monte Lerno 2          | 29.68 km  | Mikko Hirvonen     | 18:32.8 | 90.23 km/h  | Mikko Hirvonen |
| Día 3 (20 oct.) | SS9   | 9:28  | Coiluna-Loelle 1       | 29.35 km  | Mads Østberg       | 17:39.4 | 99.44 km/h  | Mikko Hirvonen |
| Día 3 (20 oct.) | SS10  | 10:35 | Monte di Ala 1         | 14.49 km  | Evgeny Novikov     | 9:12.9  | 94.20 km/h  | Mikko Hirvonen |
| Día 3 (20 oct.) | SS11  | 11:37 | Monte Olia 1           | 14.12 km  | Mads Østberg       | 10:18.2 | 82.13 km/h  | Mikko Hirvonen |
| Día 3 (20 oct.) | SS12  | 14:48 | Coiluna-Loelle 2       | 29.35 km  | Mads Østberg       | 17:12.6 | 102.19 km/h | Mikko Hirvonen |
| Día 3 (20 oct.) | SS13  | 15:55 | Monti di Ala 2         | 14.49 km  | Jari-Matti Latvala | 8:57.4  | 97.04 km/h  | Mikko Hirvonen |
| Día 3 (20 oct.) | SS14  | 16:57 | Monte Olia 2           | 14.12 km  | Mads Østberg       | 10:02.6 | 84.21 km/h  | Mikko Hirvonen |
| Día 4 (21 oct.) | SS15  | 9:20  | Gallura 1              | 8.24 km   | Mads Østberg       | 6:25.0  | 77.0 km/h   | Mikko Hirvonen |
| Día 4 (21 oct.) | SS16  | 11:00 | Gallura 2 (Powerstage) | 8.24 km   | Petter Solberg     | 6:13.4  | 79.4 km/h   | Mikko Hirvonen |

### Power stage
| Pos | Piloto             | Copiloto        | Automóvil          | Tiempo   | Difer. | Veloc.media | Puntos |
| --- | ------------------ | --------------- | ------------------ | -------- | ------ | ----------- | ------ |
| 1.  | Petter Solberg     | Chris Patterson | Ford Fiesta RS WRC | 6:13.417 | 0.00   | 79.4 km/h   | 3      |
| 2.  | Jari-Matti Latvala | Miikka Anttila  | Ford Fiesta RS WRC | 6:13.637 | +0.22  | 79.4 km/h   | 2      |
| 3.  | Thierry Neuville   | Nicolas Gilsoul | Citroën DS3 WRC    | 6:18.182 | +4.76  | 78.5 km/h   | 1      |

## Clasificación final
| Pos.      | Piloto             | Copiloto           | Automóvil                | Tiempo    | Diferencia | Puntos  |
| General   | General            | General            | General                  | General   | General    | General |
| --------- | ------------------ | ------------------ | ------------------------ | --------- | ---------- | ------- |
| 1.        | Mikko Hirvonen     | Jarmo Lehtinen     | Citroën DS3 WRC          | 3:23:54.9 | 0.0        | 25      |
| 2.        | Evgeny Novikov     | Ilka Minor         | Ford Fiesta RS WRC       | 3:25:15.5 | +1:20.6    | 18      |
| 3.        | Ott Tänak          | Kuldar Sikk        | Ford Fiesta RS WRC       | 3:26:16.0 | +2:21.1    | 15      |
| 4.        | Mads Ostberg       | Jonas Andersson    | Ford Fiesta RS WRC       | 3:27:37.8 | +3:42.9    | 12      |
| 5.        | Sébastien Ogier    | Julien Ingrassia   | Škoda Fabia S2000        | 3:28:22.4 | +4:27.5    | 10      |
| 6.        | Chris Atkinson     | Stéphane Prévot    | Mini Cooper WRC          | 3:29:17.1 | +5:22.2    | 8       |
| 7.        | Andreas Mikkelsen  | Ola Floene         | Škoda Fabia S2000        | 3:30:07.4 | +6:12.5    | 6       |
| 8.        | Martin Prokop      | Zdeněk Hrůza       | Ford Fiesta RS WRC       | 3:33:24.2 | +9:29.3    | 4       |
| 9.        | Petter Solberg     | Chris Patterson    | Ford Fiesta RS WRC       | 3:33:47.2 | +9:52.3    | 2 + 3   |
| 10.       | Luca Pedersoli     | Matteo Romano      | Citroën DS3 WRC          | 3:44:30.5 | +20:35.6   | 1       |
| PWRC      |                    |                    |                          |           |            |         |
| 1. (15.)  | Nicolás Fuchs      | Fernando Mussano   | Subaru Impreza STi       | 3:49:25.8 | 0.0        | 25      |
| 2. (16.)  | Marcos Ligato      | Rubén García       | Subaru Impreza WRX STi   | 3:49:56.1 | +30.4      | 18      |
| 3. (17.)  | Valeriy Gorban     | Andriy Nikolaev    | Mitsubishi Lancer Evo IX | 3:50:07.8 | +42.1      | 15      |
| 4. (18.)  | Subhan Aksa        | Nicola Arena       | Mitsubishi Lancer Evo X  | 3:52:26.9 | 3:01.2     | 12      |
| 5. (20.)  | Oleksiy Kikireshko | Sergei Larens      | Mitsubishi Lancer Evo IX | 3:56:28.4 | +7:02.7    | 10      |
| 6. (21.)  | Michał Kościuszko  | Maciej Szczepaniak | Mitsubishi Lancer Evo X  | 3:56:38.9 | +7:13.2    | 8       |
| 7. (22.)  | Ricardo Triviño    | Alex Haro          | Subaru Impreza WRX STi   | 3:57:44.0 | +8:18.3    | 6       |
| 8. (24.)  | Benito Guerra      | Borja Rozada       | Mitsubishi Lancer Evo X  | 4:00:12.7 | +10:47.0   | 4       |
| 9. (25.)  | Gianluca Linari    | Andrea Cecchi      | Subaru Impreza WRX STi   | 4:03:35.8 | +14:10.1   | 2       |
| 10. (30.) | Louise Cook        | Stefan Davis       | Ford Fiesta ST           | 4:42:48.5 | +53:22.8   | 1       |